# Soliduslinie
Als Soliduslinie (von lat. solidus – das Feste; für eutektische Systeme auch Eutektikale oder eutektische Linie) wird diejenige Grenze im Phasendiagramm einer Legierung, einer Lösung oder eines Mischkristalls bezeichnet, die den Bereich nur fester Phasen vom Bereich fester und flüssiger Phasen trennt.
Üblicherweise werden Phasendiagramme für Legierungen bei konstantem Druck dargestellt, und zwar als Schaubild der Temperatur über der Legierungszusammensetzung. Eine Schmelze mit einer bestimmten Legierungszusammensetzung wird bei langsamer Abkühlung beim Erreichen der Solidustemperatur vollständig erstarrt sein bzw. bei langsamer Erwärmung zu schmelzen beginnen. Die Verbindungslinie dieser Temperaturen für verschiedene Zusammensetzungen ist die Soliduslinie. Ein Beispiel ist das Eisen-Kohlenstoff-Diagramm, wo die Soliduslinie entlang der Punkte A-H-J-E-C-F verläuft.
Bei einem reinen Metall oder einem Eutektikum (EKD: Punkt C) fällt die Solidustemperatur mit der Liquidustemperatur zusammen, der Schmelzbereich geht dann in einen Schmelzpunkt über, Liquidus- und Soliduslinie bilden einen Schnittpunkt. Die Soliduslinie wird dann mit Eutektikale bezeichnet und ist eine Isotherme (EKD: Linie E-C-F).